# Münzbach (Gemeinde Langschlag)
Münzbach ist eine Ortschaft und eine Katastralgemeinde der Marktgemeinde Langschlag im Bezirk Zwettl in Niederösterreich. Die Ortschaft hat 43 Einwohner (Stand 1. Jänner 2024).

## Geschichte
Der Ort wird 1414 zum ersten Mal schriftlich erwähnt, 1556 wird er als Mynnspach in den Besitzungen der Herrschaft Rappottenstein erwähnt.
Im Eintrag der Josephinischen Fassion aus Jahre 1786/87 gab es im heutigen Ort 6 Häuser.
Im Jahr 1822 wurde der Ort als Dorf mit 7 Häusern genannt, das nach Oberkirchen eingepfarrt war, wohin auch die Kinder eingeschult wurden. Die Herrschaft Weitra besaß die Ortsobrigkeit und besorgte die Konskription. Die Landgerichtsbarkeit wurde von der Herrschaft Weitra ausgeübt. Die Untertanen und Grundholde des Ortes gehörten der Herrschaft Weitra zusammen mit der Herrschaft Großpertholz.
Nach der Entstehung der Ortsgemeinden 1849 wurde der Ort eine Katastralgemeinde der Ortsgemeinde Oberkirchen.
Laut Adressbuch von Österreich waren im Jahr 1938 in Münzbach ein Maschinenhändler und einige Landwirte ansässig.
Im Zuge der Niederösterreichischen Kommunalstrukturverbesserung wurde der Ort am 1. Januar 1969 ein Teil der Gemeinde Langschlag.

## Siedlungsentwicklung
Zum Jahreswechsel 1979/1980 befanden sich in der Katastralgemeinde Münzbach insgesamt 12 Bauflächen mit 6.083 m² und 3 Gärten auf 159 m², 1989/1990 gab es 12 Bauflächen. 1999/2000 war die Zahl der Bauflächen auf 36 angewachsen und 2009/2010 bestanden 21 Gebäude auf 38 Bauflächen.

## Bodennutzung
Die Katastralgemeinde ist landwirtschaftlich geprägt. 102 Hektar wurden zum Jahreswechsel 1979/1980 landwirtschaftlich genutzt und 67 Hektar waren forstwirtschaftlich geführte Waldflächen. 1999/2000 wurde auf 99 Hektar Landwirtschaft betrieben und 70 Hektar waren als forstwirtschaftlich genutzte Flächen ausgewiesen. Ende 2018 waren 88 Hektar als landwirtschaftliche Flächen genutzt und Forstwirtschaft wurde auf 75 Hektar betrieben. Die durchschnittliche Bodenklimazahl von Münzbach beträgt 16,8 (Stand 2010).